# Würzburger Einigungserklärung
Die Würzburger Einigungserklärung war eine Ergänzung des Erlanger Verbände- und Ehrenabkommens, in der die katholischen und waffenstudentischen Verbände erklärten, die „bisherigen Mißhelligkeiten, die zwischen den Verbänden des Erlanger Verbände- und Ehrenabkommens wegen der Frage der Verschärfung der Strafbestimmungen über den Zweikampf entstanden sind, als erledigt zu betrachten.“
Anlass war die Verschärfung der strafrechtlichen Bestimmungen zum Zweikampf durch den Reichstag. 
Am 9. Mai 1926 vereinbarten die beteiligten Verbände bei einer Verbändebesprechung in Würzburg unter dem Vorsitz des Akademischen Ingenieur-Verbandes (AIV) eine Zusatzvereinbarung, in der CV und KV die Ehrenhaftigkeit des Standpunktes der Waffenstudenten anerkannten und erklärten, den „Kampf gegen das Waffenstudententum in der Form, durch Propagierung entehrender Strafen den Zweikampf zu beseitigen“ in keiner Weise zu unterstützen. Im Gegenzug erklärten die waffenstudentischen Verbände es für unzulässig, „jemandem, der als Angehöriger eines dem Erlanger Verbände- und Ehrenabkommen angeschlossenen, nicht Waffengenugtuung gebenden Verbandes aus sittlicher Ueberzeugung Gegner des Zweikampfes ist, Verachtung zu bezeugen, weil er eine Herausforderung zum Zweikampf unterlassen oder nicht angenommen hat.“
Die überkonfessionellen christlichen Verbände (Schwarzburgbund, Wingolf und Verband Deutscher Burschen) schlossen sich dem Abkommen an, betonten aber gleichfalls die Verwerfung des Duells aus christlichen und allgemein-ethischen Gründen.